# Костино-Быстрянское сельское поселение
Костино-Быстрянское сельское поселение — сельское поселение, входящее в состав Морозовского района Ростовской области.
Административный центр поселения — хутор Костино-Быстрянский.

## История
Исторически входил в состав Яновской волости Донецкого округа области Войска Донского.

## Административное устройство
В состав Костино-Быстрянского сельского поселения входят:
- хутор Костино-Быстрянский;
- разъезд Быстрый;
- хутор Лесопитомник;
- хутор Новопроциков;
- хутор Русско-Власовский;
- хутор Рязанкин;
- хутор Скачки-Малюгин;
- хутор Трофименков.

## Население
| 2010  | 2012  | 2013  | 2014  | 2015  | 2016  | 2017  |
| ----- | ----- | ----- | ----- | ----- | ----- | ----- |
| 2064  | ↘2014 | ↘1977 | ↘1944 | ↗1955 | ↘1945 | ↘1932 |
| 2018  | 2019  | 2020  | 2021  |       |       |       |
| ↘1900 | ↘1872 | ↘1857 | ↘1822 |       |       |       |